# Joaquín Muñoz Morillejo
Joaquín Muñoz Morillejo (Madrid, 1861-Madrid, 1935) fue un pintor de paisaje y de escenografía teatral español.

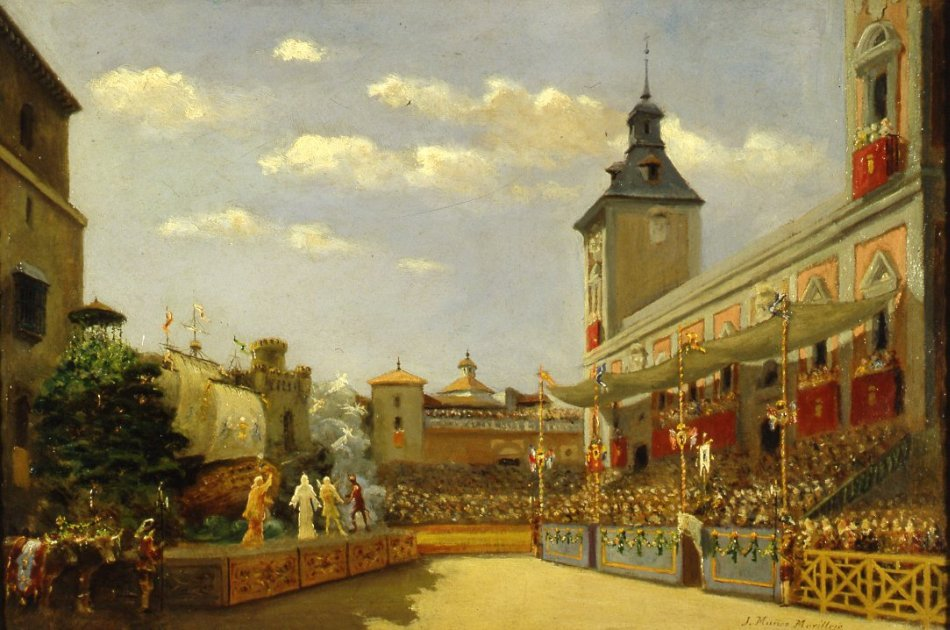
Representación del auto de Calderón de la Barca La Divina Filotea, ante la Casa Consistorial de Madrid en 1681. Obra de Joaquín Muñoz Morillejo.

Alumno en Madrid de Carlos de Haes en la Escuela Superior de Pintura de la Real Academia de Bellas Artes de San Fernando, participó en las Exposiciones Nacionales de 1897 y 1904. Compaginó su actividad de pintor y estudioso con su trabajo de funcionario del cuerpo de Telégrafos. De su trabajo pictórico pueden destacarse sus vistas de rincones del Madrid antiguo, como los que se conservan en el Museo de Historia de Madrid. También expuso en el Ateneo de Madrid en 1918 y en el Círculo de Bellas Artes de esa ciudad en 1924.
Más recordado como tratadista y escenógrafo que como pintor, es autor de un Tratado de perspectiva con aplicación en las Bellas Artes y Artes Industriales y del manual de Escenografía Española, publicado en 1923 por la Real Academia de Bellas Artes de San Fernando, y considerado un clásico de referencia obligada en el estudio de la historia del teatro español de último tercio del siglo XIX y las primeras décadas del siglo XX.